# Parcent
Parcent (dels mots llatins Persius o Percennius) és un municipi que pertany a la Vall de Pop, a la comarca de la Marina Alta, al País Valencià.

## Geografia
En la vall de Pop, a l'interior de la Marina Alta, Parcent estén el seu territori en una curta depressió de margues triàsiques recobertes en part pel Quaternari i tancada pels relleus prebètics cretacis de la serra de les Coves, de la del Carrascal de Parcent, que limita en arc per l'oest, i de la serra del Ferrer, que connecta pel Coll de Rates, enmig del pla s'aixeca el tossal de Sant Isidre. Corre per la vall el riu Xaló que fa de límit amb Murla pel nord-oest.
El riu Xaló-Gorgos travessa el seu terme en direcció oest-est.
S'accedix a Parcent per les carreteres CV-720 I CV-715. Des d'Alacant, per carretera, a través de la N-332 agafant a Benissa la CV-750.
Fita amb els municipis d'Alcalalí, Murla, Benigembla, Orba i Tàrbena.

## Història
Parcent va ser ocupat per les tropes de Jaume I cap a l'any 1256. Després de la primera revolta d'Al-Azraq, el rei va expedir document datat el 17 de febrer de 1259, pel qual s'ordena al batlle reial Eiximén de Foces que faça donació de cases i terres de l'alqueria de Parcent a Pere Corts i altres pobladors. Una nova revolta morisca va tenir lloc durant els primers anys del segle xvi, quan van ser obligats a batejar-se. La revolta va ser sufocada i en 1534 els moriscos de Parcent van fugir duent presoner a Pere Andreu de Roda, senyor del lloc.
Al segle xvi pertanyia a Pere Andreu de Roda qui, com diem va ser fet pres i va morir en captivitat, pel que sembla sense descendència, per la qual cosa és probable que les seues possessions revertirien en la corona. En els primers anys del segle xvii ens trobem la baronia de Parcent, amb els seus annexos de Benigembla i Vernissa (avui despoblada), entre les possessions del monestir cartoixà de La nostra Senyora de les Fonts.
Les valls de Pop i de Laguar, van ser testimoni d'una tercera revolta morisca i van servir de quarter general per a la concentració de les tropes reials, que van acudir a assetjar el castell del Pop, en el qual s'havien refugiat i fet forts més de 19.000 moriscos que, dirigits per Minilli, moliner de Guadalest, no van acceptar el decret d'expulsió signat per Felip III i el seu privat el duc de Lerma. Després d'un setge de dos mesos i de la mort de més de 4000 persones, els moriscos van capitular el mes de novembre de 1609. En aquella època la baronia comptava amb 52 cases morisques que van quedar deshabitades, de manera que aquell mateix any es concedí permís a La nostra Senyora de les Fonts per a poblar els llocs de Vernissa, Parcent i Benigembla, a la baronia de Parcent. Francesc d'Almenar, prior de la Cartoixa, com a senyor de la baronia, atorgava carta de poblament el 12 d'agost de 1612, a favor de 52 pobladors cristians, per a habitar els llocs de Parcent, Benigembla i Vernissa, a fur de València. Un recompte preestadístic efectuat en 1646 va llançar la xifra de 29 cases habitades en la població (unes 120 persones).
El 28 de maig de 1635, el monestir va vendre la baronia a Constantí de Cernesio Odescalchi. En 1676, el rei Felip IV va elevar la baronia a la dignitat de comtat a favor d'eixe mateix senyor. Una descendent seua, la senyora Josefa de Cernesio i Bazan de Benavides, es casà amb don Joaquín de la Cerda i Téllez Girón, de la casa de Medinaceli. Els De la Cerda han ostentat la titularitat del senyoriu fins als nostres dies. En 1914, el rei Alfons XIII va elevar a la dignitat de duc de Parcent el nové comte de Parcent, Fernando de la Cerda i Carvajal.

## Política i govern

### Composició de la Corporació Municipal
El Ple de l'Ajuntament està format, des de 2019, per 7 regidors. Abans en tenia 9. En les eleccions municipals de 26 de maig de 2019 foren elegits 5 regidors de Junts per Parcent (JxP) i 2 del Partit Popular (PP).
| Eleccions municipals de 26 de maig de 2019 - Parcent                                                                         |                                     |                                     |                                     |      |          |          |
| Candidatura | Candidatura                         | Candidatura                         | Cap de llista                       | Vots | Vots     | Regidors |
| | Junts per Parcent                   |                                     | Joan Ripoll Mora                    | 359  | 64,57%   | 5 ()     |
| | Partit Popular                      |                                     | Pedro Joaquín Ferrando Moll         | 191  | 34,35%   | 2 (-1)   |
| | Altres candidatures                 |                                     |                                     |      |          | 0 ( -1)  |
| | Vots en blanc                       |                                     |                                     | 6    | 1,08%    |          |
| Total vots vàlids i regidors                                                                                                 | Total vots vàlids i regidors        | Total vots vàlids i regidors        | Total vots vàlids i regidors        | 556  | 100 %    | 7 (-2)   |
| | Vots nuls                           | Vots nuls                           | Vots nuls                           | 11   | 1,94%    |          |
| Participació (vots vàlids més nuls)                                                                                          | Participació (vots vàlids més nuls) | Participació (vots vàlids més nuls) | Participació (vots vàlids més nuls) | 567  | 76,93%** |          |
| Abstenció | Abstenció                           | Abstenció                           | Abstenció                           | 170* | 23,07%** |          |
| Total cens electoral | Total cens electoral                | Total cens electoral                | Total cens electoral                | 737* | 100 %**  |          |
| Alcalde: Joan Ripoll Mora (JxP) (15/06/2019) Per majoria absoluta dels vots dels regidors                                    |                                     |                                     |                                     |      |          |          |
| Fonts: JEC, JEZ Dénia, M. Interior, Periòdic Ara. (* No són vots sinó electors. ** Percentatge respecte del cens electoral.) |                                     |                                     |                                     |      |          |          |

### Alcaldia
Des de 2019 l'alcalde de Parcent és Joan Ripoll Mora de Junts per Parcent (JxP), formació política local que abans de 2019 era coneguda com a Coalició Democràtica de Parcent (CDP).
| Període                       | Alcalde o alcaldessa             | Partit polític | Data de possessió | Observacions |
| ----------------------------- | -------------------------------- | -------------- | ----------------- | ------------ |
| 1979–1983                     | Demetrio Mora Pérez              | UCD            | 19/04/1979        | --           |
| 1983–1987                     | Vicente Soldevilla Marco         | AP-PDP-UL-UV   | 28/05/1983        | --           |
| 1987–1991                     | Cosme Moncho Francés             | AP             | 30/06/1987        | --           |
| 1991–1995                     | Cosme Moncho Francés             | PP             | 15/06/1991        | --           |
| 1995–1999                     | Demetrio Mora Pérez              | CDP            | 17/06/1995        | --           |
| 1999–2003                     | Pedro Juan Far Pérez             | CDP            | 03/07/1999        | --           |
| 2003–2007                     | María del Carmen López Fernández | PP             | 14/06/2003        | --           |
| 2007–2011                     | Máximo Revilla Martínez          | CDP            | 16/06/2007        | --           |
| 2011–2015                     | Máximo Revilla Martínez          | CDP            | 11/06/2011        | --           |
| 2015–2019                     | Máximo Revilla Martínez          | CDP            | 13/06/2015        | --           |
| 2019-2023                     | Joan Ripoll Mora                 | JxP            | 15/06/2019        | --           |
| Des de 2023                   | n/d                              | n/d            | 17/06/2023        | --           |
| Fonts: Generalitat Valenciana |                                  |                |                   |              |

## Demografia
Té una població de 1.066 habitants (INE 2008). Un 35,10% del seu cens és de nacionalitat estrangera, en la seua immensa majoria procedent d'altres països de la Unió Europea. La taula següent mostra l'evolució del volum d'habitants del municipi al llarg de l'època estadística: 
| Població | 1.223 | 1.415 | 1.192 | 978 | 935 | 801 | 889 | 793 | 728 | 678 | 619 | 717 | 857 | 960 | 1.019 |

## Monuments i llocs d'interès

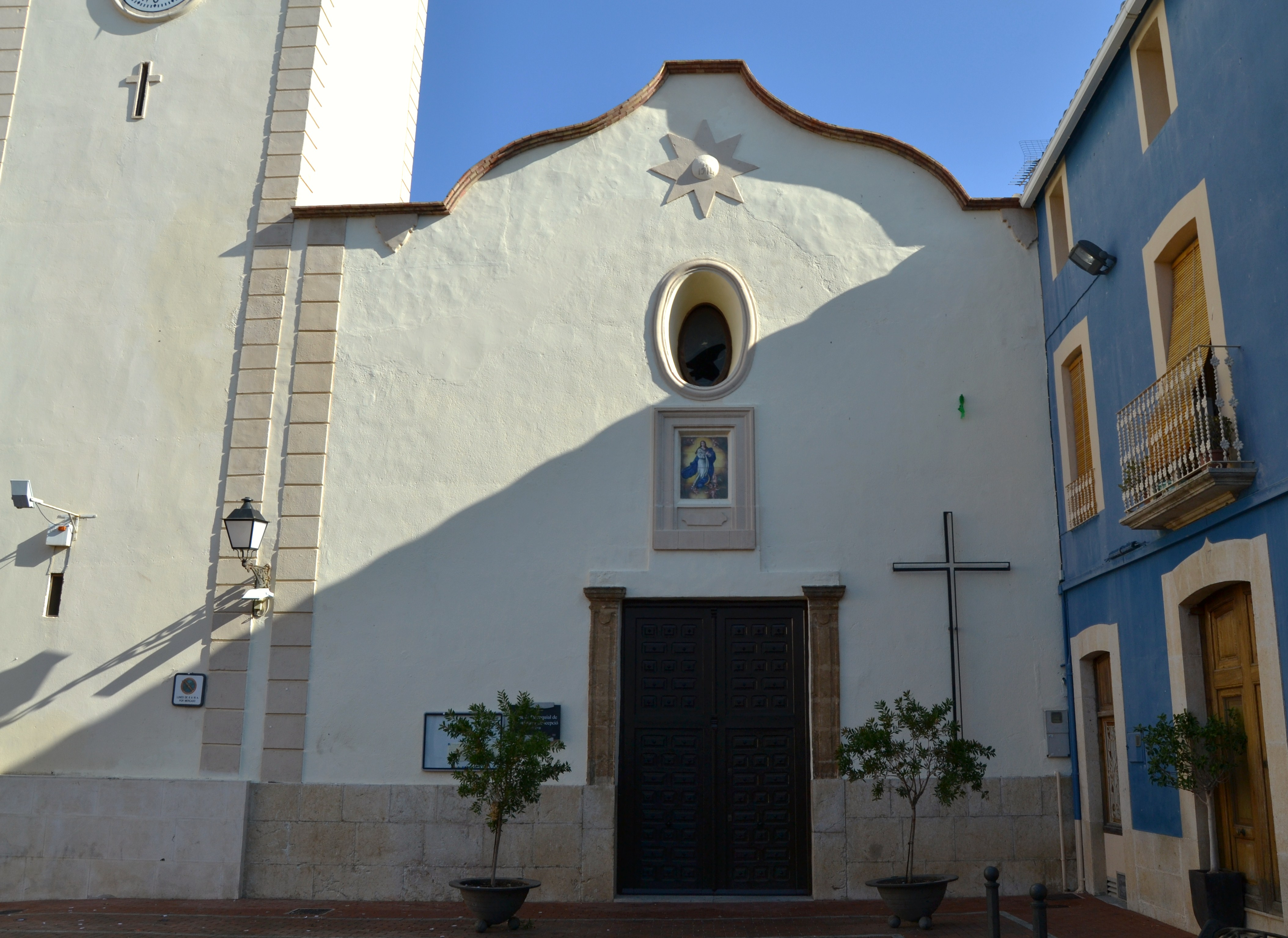
Façana de l'església de la Puríssima Concepció

- Església de la Puríssima. Del segle xvii, edifici d'interès arquitectònic.

- Casa on va viure Gabriel Miró . Edifici d'interès arquitectònic.

- La cova del xilè.

- La font del llavador.

## Festes
- Festes Patronals. Se celebren en honor de Sant Llorenç a partir del 10 d'agost.

Al gener se celebra la romeria en honor de sant Antoni Abat.
A l'abril la festa de sant Vicent Ferrer.